# 애티튜드 (잡지)

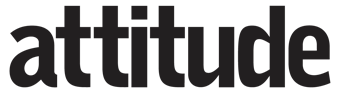

애티튜드(Attitude)는 영국의 게이 잡지이다.